# Squalius malacitanus
Squalius malacitanus är en fiskart som beskrevs av Ignacio Doadrio och José A. Carmona 2006. Squalius malacitanus ingår i släktet Squalius och familjen karpfiskar. IUCN kategoriserar arten globalt som starkt hotad. Inga underarter finns listade i Catalogue of Life.